# أتليتيكو توكومان
أتليتيكو توكومان (بالإسبانية: Club Atlético Tucumán)‏ نادي كرة قدم أرجنتيني، يقع في مدينة سان ميغيل بمحافظة توكومان في الأرجنتين ويلعب في دوري الدرجة الأولى، ملعب النادي هو ملعب خوسيه فييرو الذي يتسع إلى 32 ألف متفرج، تأسس النادي سنة 1902، حقق الفريق لقب دوري الدرجة الثانية مرتين أعوام 2009 و 2015، وحقق عدة بطولات على مستوى مقاطعات الأرجنتين أهمها بطولة Federación Tucumana بواقع 21 مرة ودوري مقاطعة توكومان ستة مرات.